# Villip

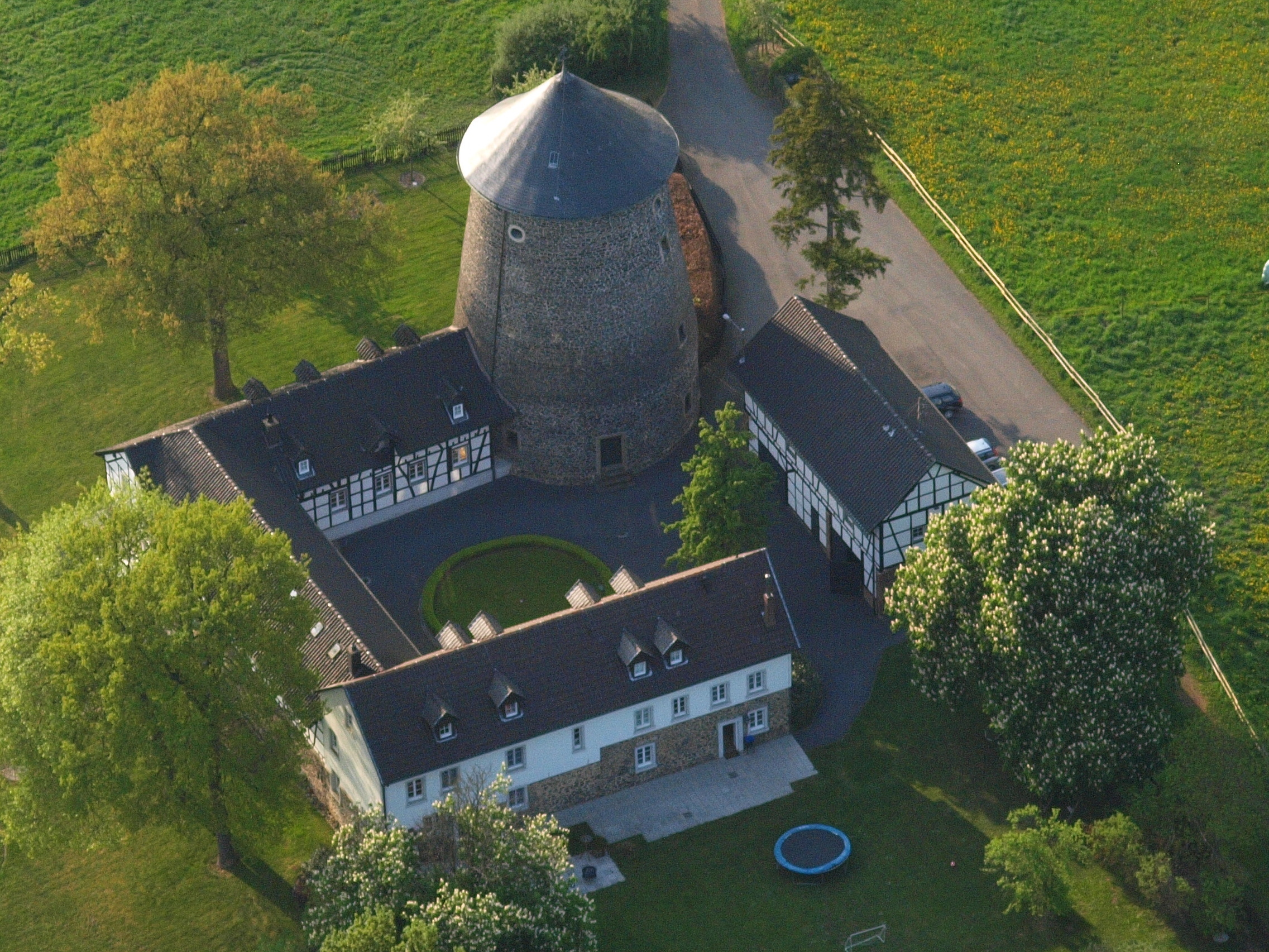
Luftaufnahme des Windmühlenturms von Villip von 1680

Villip ist eine Ortschaft in der Gemeinde Wachtberg im Rhein-Sieg-Kreis in Nordrhein-Westfalen nahe der Stadt Meckenheim. Zur Ortschaft Villip gehört auch der Ortsteil Villiprott.

## Geschichte

### Mittelalter
Am 10. Juni 873 wurde Villip erstmals urkundlich als Philuppa erwähnt. Frankenkönig Ludwig, genannt „der Deutsche“, hatte dem Abt Hildebold von Stablo eine Besitzbestätigung über Güter seines Klosters ausgestellt. Daher nahm man 1973 diese Urkunde zum Anlass einer 1100-Jahr-Feier in Villip. Historiker gehen aber davon aus, dass die Siedlung zu Villip bereits vor 873 bestanden hat und schätzen ihr Alter auf über 1300 Jahre.

### 19. Jahrhundert
1794 eroberten französische Revolutionstruppen das Linke Rheinufer. Unter der französischen Verwaltung wurde um 1800 die Mairieverfassung eingeführt, wonach die bis dahin zu Villip gehörenden Dörfer Holzem und Pech zu selbständigen Gemeinden wurden. Rott – heute Villiprott – blieb bei Villip, der Sitz der neu geschaffenen Mairie gleichen Namens im Kanton Bonn wurde. Zur Mairie Villip gehörten Berkum, Gimmersdorf, Holzem, Ließem, Niederbachem, Oberbachem, Pech, Pissenheim – heute Werthhoven – Villip und Züllighoven.
1815 fielen wesentliche Teile des Rheinlands an Preußen, das die französische Verwaltungsordnung fast unverändert übernahm. Aus der Mairie wurde die Bürgermeisterei Villip.

### 20. Jahrhundert
1930 wurde das „Amt Villip in Berkum“ ins Leben gerufen, nachdem bereits 1873 in Berkum ein Rathaus errichtet worden war. Diesem Amt gehörten als selbständige Gemeinden alle jene Orte an, die heute als Ortschaften Teile der Gemeinde Wachtberg sind – mit Ausnahme von Adendorf, Arzdorf und Fritzdorf, die erst 1969 mit der kommunalen Neugliederung des Raumes Bonn zu Wachtberg kamen. Die Gemeinden besaßen eigene Gemeinderäte und konnten sich – soweit nicht das Amt als kommunaler Zusammenschluss Kompetenzen besaß – selbst verwalten. In der Amtsverwaltung hatten diese Gemeinden ein gemeinsames Ausführungsorgan.

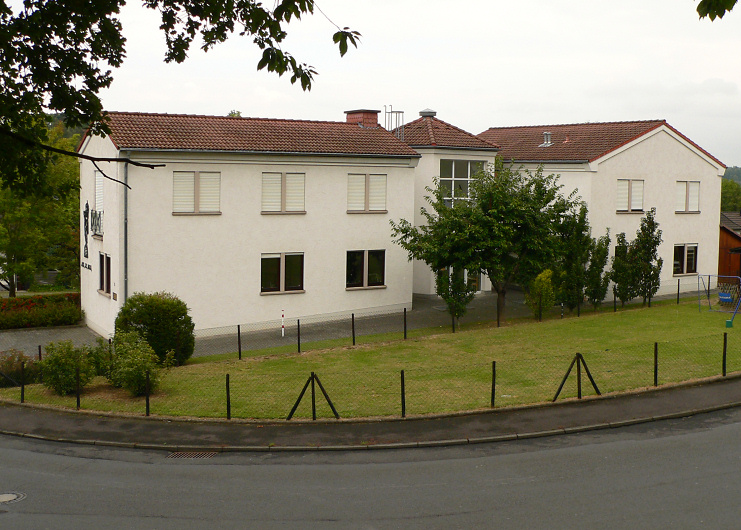
Haus des Imkers von 1991

Am 1. August 1969 endete die Ära des „Amtes Villip in Berkum“, die Flächengemeinde Wachtberg wurde ins Leben gerufen.
Durch die geografische Nähe zur Bundesstadt Bonn wohnen in Villip viele Menschen, die in Ministerien, Botschaften und in Bonn ansässigen Firmen tätig waren und sind. Dem gestiegenen Wohnraumbedarf wurde Anfang der 1980er-Jahre die Entstehung des Neubaugebietes „Auf dem Äckerchen“ gerecht. In Villip (Wiesengrund 13) befand sich vor der Verlegung des Regierungssitzes nach Berlin (1999) die Residenz des Botschafters der Republik Kongo.
Seit 1991 hat der Deutsche Imkerbund seinen Sitz im neu errichteten Haus des Imkers. Dort befindet sich auch eine Honiguntersuchungsstelle.
Mitte der 1990er-Jahre wurden die Planungen für ein Gewerbegebiet am Ortsrand von Villip konkret. Nachdem die Idee, dort auch ein Einkaufszentrum anzusiedeln, verworfen und für dieses ein anderer Standort vorgesehen wurde, begann man Ende der 1990er-Jahre mit der Erschließung eines Wohn- und Gewerbeparks, der die Ortsgrenzen Villips Richtung Osten deutlich verschob.
Im Oberdorf Villips befindet sich zudem der alte Steinbruch, der heute eine Biotopfläche darstellt und unter Landschaftsschutz steht.

## Politik

### Bürgermeister
- 1935–1945: Herrmann Meehsen
- 1945–1946: Appolinar Zorn I
- 1946–1948: Matthias Schmitz
- 1948–1961: Appolinar Zorn II
- 1961–1962: Rembold Dung

Seit der Neugliederung der Gemeinde Wachtberg im Jahr 1969 hat die Gemeinde nur noch einen Bürgermeister, der für die gesamte Gemeinde zuständig ist.

### Gemeindedirektoren
Die britische Besatzungsmacht hatte unmittelbar nach dem Krieg in Nordrhein-Westfalen ein Kommunalverfassungsrecht nach britischem Vorbild und damit die Doppelspitze eingeführt. Demnach gab es in der selbständigen Gemeinde Villip einen Gemeindedirektor:
- 1946–1952: Amtsdirektor Josef Muders
- 1952–1969: Amtsdirektor Josef Schmidt

Seit der Neugliederung der Gemeinde Wachtberg im Jahr 1969 hatte die Gemeinde bis zur Reform der Gemeindeordnung NRW 1994 nur noch einen Gemeindedirektor, der für die gesamte Gemeinde zuständig war.

## Kultur und Sehenswürdigkeiten

### Bauwerke

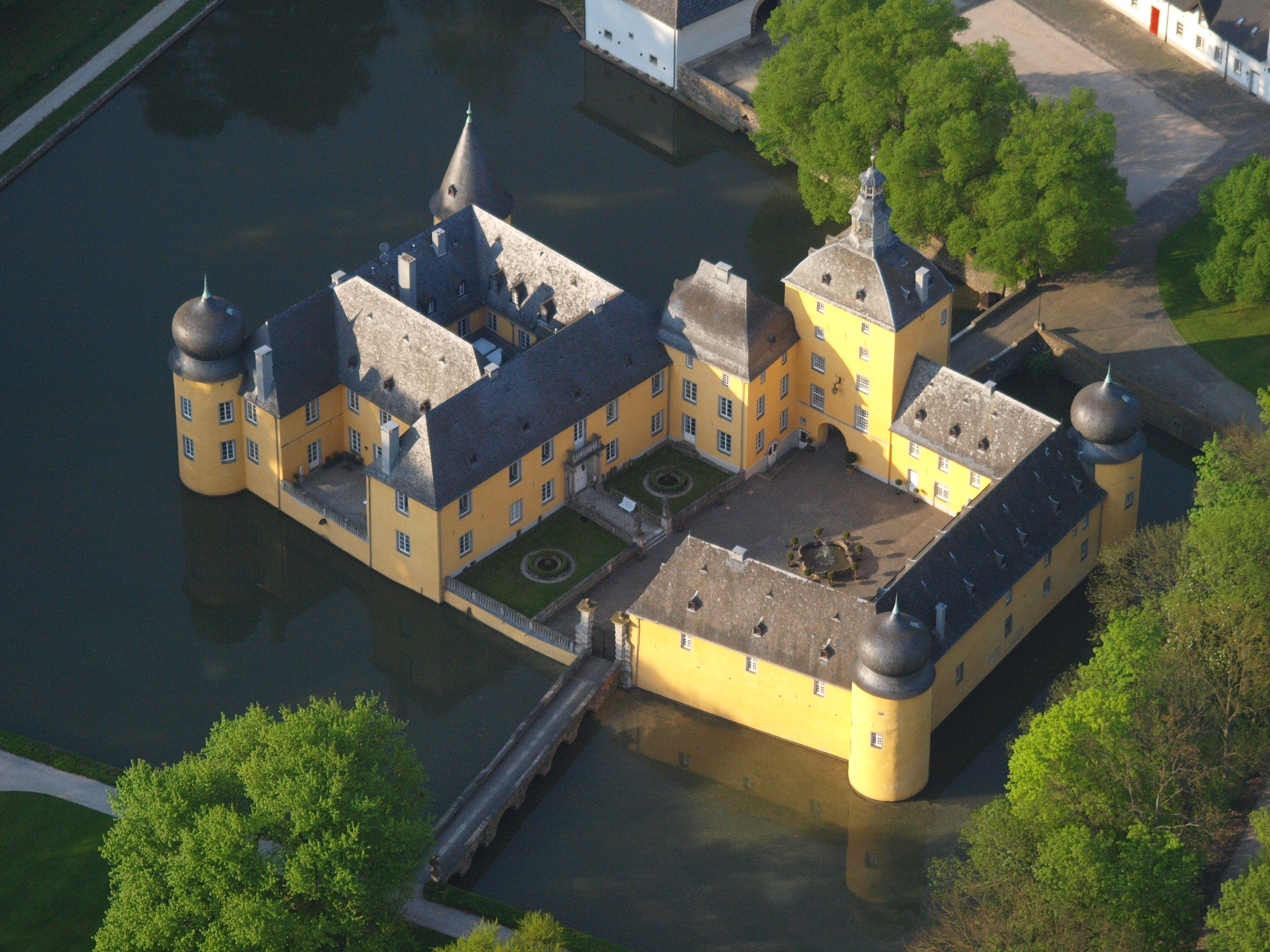
Burg Gudenau
In einer Talaue am Fuße Villips, in der Godesberger und Arzdorfer Bach zusammenfließen, steht die Burg Gudenau. Im frühen 13. Jahrhundert als Wasserburg entstanden, wurde die vierflügelige Hauptburg mit rückwärtigem großem Park um 1560 ausgebaut. Hier erhielt der Bau Zusätze, wie Erker oder geschweifte Hauben. Im 17. Jahrhundert entstand unter italienischem Einfluss die beachtliche Gartenanlage. Eine zweite Vorburg bestimmt mit ihrem mächtigen fünfgeschossigen Torturm, einem geschieferten Walmdach und einem achteckigen Uhrentürmchen die Schauseite der Burg. Die Hauptburg besitzt noch einen gotischen Erker und einen runden Eckturm mit spitzer Schieferhaube, die übrigen drei Ecktürme tragen barocke Hauben. Die Elemente der vielen verschiedenen Stilepochen fügen sich zu einer malerischen Gruppierung zusammen. Eine Besichtigung der Parkanlagen der Burg ist von März bis Dezember an Wochentagen möglich.
Gerichtssiegel
Villip erhielt 1660 anlässlich der Verleihung der Reichsunmittelbarkeit ein neues Gerichtssiegel. Als Zeichen der neuen Würde ist darauf die Kaiserkrone zu sehen. Die jetzige Gastwirtschaft Görres war Sitz des Gerichtes. Den Vorsitz führte ein Landschultheiß, Beisitzer waren sieben Schöffen, von denen einige lesen und schreiben konnten. Dazu kam ein Bote, ein Schreiber und ein Scharfrichter für die körperlichen Strafen. Während der Gerichtsstunde zwischen 9 und 10 Uhr befassten sich die Schöffen mit allgemeinen Rechtsfällen, wie Lehns- und Steuerpflicht, Flurschäden und Maßnahmen zur öffentlichen Friedenswahrung. Darüber hinaus wurden private Streitfälle in der Gemeinde, wie eherechtliche Fragen, Unterhaltspflicht sowie Delikte bis hin zum Totschlag behandelt. Das Gericht, das nur nach Bedarf tagte, konnte jedoch nur über Beklagte urteilen, die ihren Wohnsitz innerhalb des Gerichtsbezirks hatten. Wurde ein Angeklagter verurteilt, warteten auf ihn oft schwere Strafen: Diebe wurden beispielsweise ausgepeitscht, gebrandmarkt oder sogar verstümmelt. „Schlechte Eheleute“ wurden auf einen hölzernen Strafesel gesetzt und Ehebrecherinnen hängte man einen schweren Büßerstein um den Hals, mit dem sie dann durchs Dorf gehen mussten.

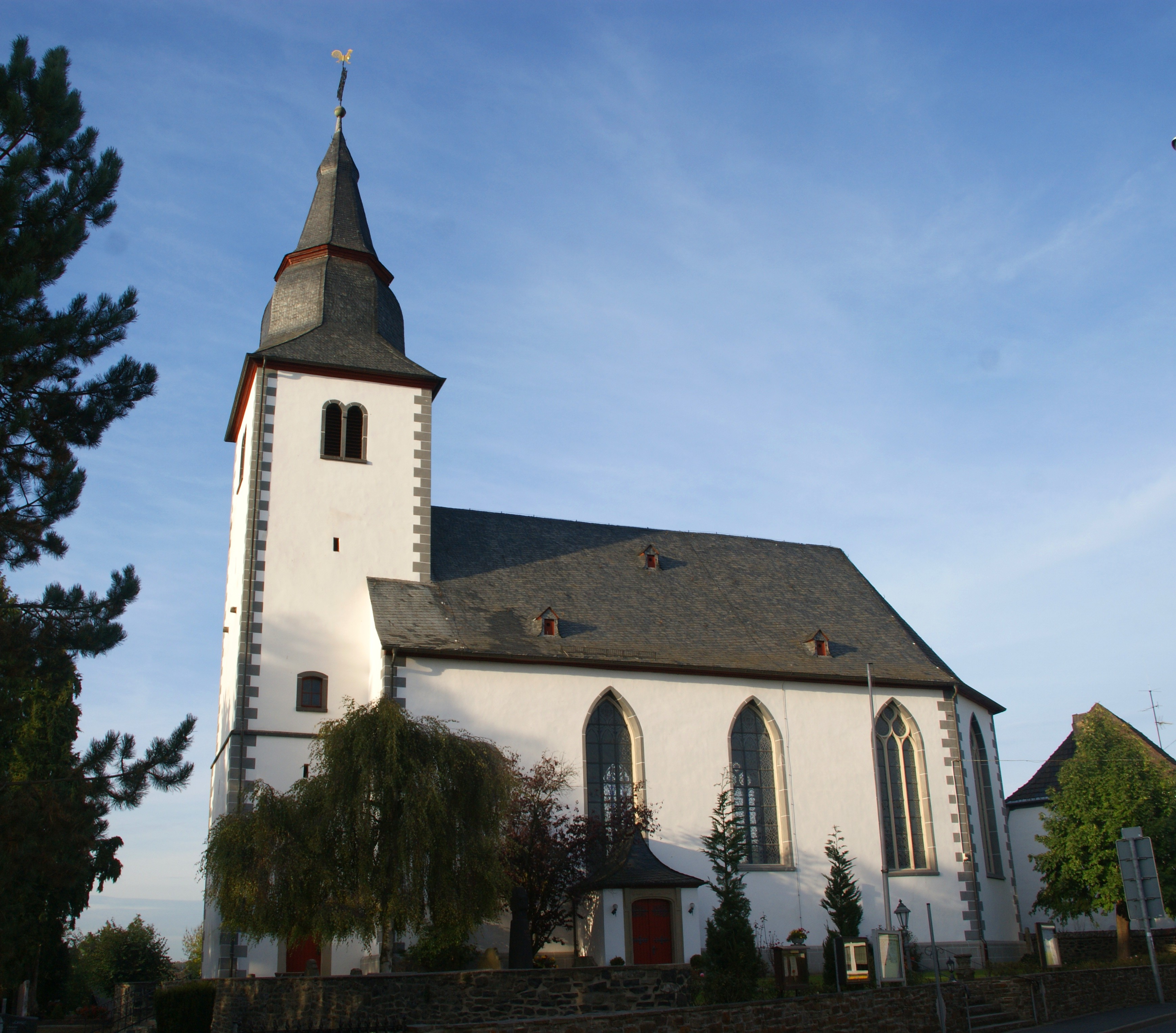
St. Simon und Judas Thaddäus

Kirche St. Simon und Judas Thaddäus
Die auf einer Anhöhe gelegene Kirche, hatte einige Vorläufer, die erste seit 886 als Martinskirche. Das heutige Patrozinium der Apostel Simon und Judas lässt sich erst ab 1665 nachweisen. Der bestehende Kirchenbau besitzt einen spätgotischen Chor (15. Jahrhundert), ein hallenartiges Langhaus von 1713 und einen Westturm von 1749 mit geschweifter Haube. Der Entwurf zu diesem Turm lässt sich aufgrund architektonischer und dekorativer Details auf den Rokokobaumeister Johann Georg Leydel zurückführen. Im Inneren wird durch die Ausstattung des 18. Jh. eine wohltuende Geschlossenheit erzielt. In der Kirche befindet sich eine zweimanualige Klais-Orgel (Opus 67) aus dem Jahre 1893 mit romantischer Disposition.
Alte Getreidemühle der Familie Bedorf (Broicher Mühle)
Eine der seltenen Wassermühlen, die heute noch betrieben werden.
Windmühlenturm von 1680
Ehemals Galerie, oberhalb der Burg Gudenau gelegen.

### Museum
Das Heimatmuseum „Josef Velten“ befindet sich in den Räumlichkeiten der Katholischen Grundschule. Zu sehen ist hier auch eine originalgetreue Kopie des etwa 3500 Jahre alten Fritzdorfer Goldbechers. Träger des Museums ist der Heimatverein Villip e. V.

## Bildung
Villip verfügt über eine Grundschule, zwei Kindergärten sowie über eine katholische Pfarrbücherei.

### Grundschule
Die katholische Grundschule Villip ist eine kleine Schule in dörflicher Umgebung. Hier werden rund 140 Kinder in sechs Klassen von sieben Lehrerinnen unterrichtet. Seit dem Schuljahr 2006/2007 gibt es an der KGS Villip auch eine Offene Ganztagsschule.

### Kindergarten
Der Kindergarten in Villip befand sich bis 2007 in kirchlicher Trägerschaft. Infolge von Sparplänen des Erzbistums Köln übernahm die Trägerschaft ab 2008 die Gemeinde Wachtberg. Außerdem errichtete die Gemeinde ein Familienzentrum im Wohn- und Gewerbepark Wachtberg, in dem weitere Betreuungsplätze für Kinder entstanden. Gleichzeitig wurden hierhin auch bereits vorhandene Kindergartengruppen aus anderen Wachtberger Ortschaften verlagert. Zur Finanzierung wurde ein Public-Private-Partnership-Modell angewendet, bei dem die Gemeinde Wachtberg das Zentrum von einem privaten Investor 25 Jahre lang mietet und sie danach Eigentümerin des Gebäudes wird.